# Georg Mohr (szachista)
Georg Mohr (ur. 2 lutego 1965 w Mariborze) – słoweński szachista i trener szachowy (FIDE Senior Trainer od 2004), arcymistrz od 1997 roku.

## Kariera szachowa
Od odzyskania niepodległości przez Słowenię (w roku 1991) należy do podstawowych zawodników reprezentacji kraju. Pomiędzy 1992 a 2002 rokiem wystąpił na sześciu szachowych olimpiadach, natomiast w latach 1997–2001 trzykrotnie reprezentował narodowe barwy w drużynowych mistrzostwach Europy, w roku 2001 w León zdobywając brązowy medal za indywidualny wynik na V szachownicy. Dwukrotnie zdobył medale w indywidualnych mistrzostwach Słowenii: srebrny (1994, Nova Gorica) i brązowy (1998, Maribor).
Do sukcesów Georga Mohra w turniejach międzynarodowych należą m.in. dz. I m. w Grazu (1994, wraz z m.in. Zdenko Kožulem i Władimirem Burmakinem), I m. w Mariborze (1993, memoriał Vasji Pirca), dz. III m. w Sarajewie (1998, za Zdenko Kožulem i Gyula Saxem, wraz z Bojanem Kurajicą), III m. w Mariborze (1998, memoriał Vasji Pirca, za Draženem Sermekiem i Dusko Pavasoviciem), II m. w Ptuju (2000, za Adrianem Michalczyszynem), III m. w Opatii (2003, za Nenadem Fercecem i Borysem Czatałbaszewem), I m. w Grazu (2010) oraz dz. II m. w Katmandu (2010, za Gieorgijem Timoszenko, wspólnie z Maratem Dżumajewem).
Najwyższy ranking w karierze osiągnął 1 stycznia 2011 r., z wynikiem 2536 punktów zajmował wówczas 5. miejsce wśród słoweńskich szachistów.